# Льюис, Дэмиэн
Дэ́миэн Уо́ткин Лью́ис (англ. Damian Watcyn Lewis, род. 11 февраля 1971) — британский актёр и продюсер. Прежде всего он известен в роли детектива Чарли Крюса в драме «Жизнь как приговор» и майора Ричарда Уинтерса в мини-сериале «Братья по оружию».
За исполнение роли сержанта Николаса Броуди в телесериале канала Showtime «Родина» Льюис был дважды (в 2011 и 2012 годах) номинирован на премию «Золотой глобус», причем во второй раз получил эту премию. Кроме того, в 2012 году он также удостоился и премии «Эмми». В 2014 году стал офицером, а в 2022 — командором ордена Британской империи.

## Биография
Дэмиэн Льюис родился 11 февраля 1971 года в Сент-Джонс-Вуде, Лондон, и был старшим сыном Шарлотты Мэри (урожденной Боуотер) и Джона Уоткина Льюиса, страхового брокера, работавшего в Lloyd's. Его дедушка и бабушка по отцовской линии были валлийцами, и сам он называет себя "лондонским валлийцем". Его дедушками по материнской линии были подполковник сэр Иэн Боуотер, лорд-мэр Лондона, а также известный кораблестроитель и филантроп сэр Альфред Ярроу, который имел частичное сефардское еврейское происхождение. 
Еще ребенком Льюис несколько раз ездил в США, чтобы навестить родственников во время летних каникул. Решение стать актером он принял в возрасте 16 лет.
Начальное образование он получил в независимой школе Ashdown House в Форест-Роу, Восточный Сассекс, а затем обучался в Итонском колледже. В 1993 году он окончил Гилдхоллскую школу музыки и театра.

## Личная жизнь
4 июля 2007 года женился на актрисе Хелен Маккрори, с которой работал в театре Алмейда. 2 ноября 2007 года у них родился сын Гулливер. 8 сентября 2008 года родилась дочь Ма́нон.
В апреле 2021 года его жена Хелен Маккрори умерла в возрасте 52 лет, после многолетней борьбы с раком.

## Фильмография
| Год       | Русское название                              | Оригинальное название                           | Роль                    |
| --------- | --------------------------------------------- | ----------------------------------------------- | ----------------------- |
| 1993      | Любовь Мики                                   | Micky Love                                      | Клайв                   |
| 1995      | Пуаро Агаты Кристи (эпизод Хикори Дикори Док) | Hickory Dickory Dock in Agatha Christie: Poirot | Леонард Бэтсон          |
| 1996      | Детектив Джек Фрост                           | Deep Waters in A Touch of Frost                 | Адам Уэстон             |
| 1996      | Ill                                           | Ill                                             | Мак                     |
| 1997      | Робинзон Крузо                                | Robinson Crusoe                                 | Патрик Коннор           |
| 1999      | Воины                                         | Warriors                                        | лейтенант Нил Лохри     |
| 2000      | Жизненная сила                                | Life Force                                      | Курт Глэмзер            |
| 2000      | Сердца и кости                                | Hearts and Bones                                | Марк Роуз               |
| 2001      | Братья по оружию                              | Band of Brothers                                | майор Ричард Уинтерс    |
| 2002      | Джеффри Арчер: Истина                         | Jeffrey Archer: The Truth                       | Джеффри Арчер           |
| 2002—2003 | Сага о Форсайтах                              | The Forsyte Saga                                | Сомс Форсайт            |
| 2003      | Ловец снов                                    | Dreamcatcher                                    | Гэри Джонс              |
| 2004      | В руках Бога                                  | Keane                                           | Уильям Кайн             |
| 2004      | Невесты                                       | Nyfes                                           | Норман Харрис           |
| 2005      | Побег из замка Колдиц                         | Colditz                                         | Николос МакГрэйд        |
| 2005      | Хромофобия                                    | Chromophobia                                    | Маркус                  |
| 2005      | Шекспир на новый лад                          | ShakespeaRe-Told                                | Бенедикт                |
| 2005      | Незаконченная жизнь                           | An Unfinished Life                              | Гэри Уинстон            |
| 2005      | Друзья и крокодилы                            | Friends & Crocodiles                            | Паул Рэйнлодс           |
| 2006      | Ситуация                                      | Situation                                       | Дэн Мёрфи               |
| 2006      | Громобой                                      | Stormbreaker                                    | Яссен Грегорович        |
| 2007—2009 | Жизнь как приговор                            | Life                                            | Чарли Крюс              |
| 2007      | Залечь на дно в Гвинфиде                      | The Baker                                       | Майло                   |
| 2007      | Финес и Ферб                                  | Phineas and Ferb                                | Агент Дабл-00 (озвучка) |
| 2008      | Побег из тюрьмы                               | The Escapist                                    | Рицца                   |
| 2011      | Храбрые перцем                                | Your Highness                                   | Борэмонт                |
| 2011      | Уилл                                          | Will                                            | Гарет                   |
| 2011      | Украденный                                    | Stolen                                          | Энтони Картер           |
| 2011—2014 | Родина                                        | Homeland                                        | Николас Броуди          |
| 2012      | Летучий отряд Скотланд-Ярда                   | The Sweeney                                     | Фрэнк Хаскинс           |
| 2013      | Ромео и Джульетта                             | Romeo and Juliet                                | Синьор Капулетти        |
| 2015      | Королева пустыни                              | Queen of the Desert                             | Чарльз Доти-Уайли       |
| 2015      | Волчий зал                                    | Wolf Hall                                       | Генрих VIII             |
| 2016—2023 | Миллиарды                                     | Billions                                        | Бобби Аксельрод         |
| 2016      | Такой же предатель, как и мы                  | Our Kind of Traitor                             | Гектор                  |
| 2019      | Однажды в Голливуде                           | Once Upon a Time in Hollywood                   | Стив Маккуин            |
| 2022      | Шпион среди друзей                            | A Spy Among Friends                             | Николас Эллиотт         |
| 2024      | Волчий зал: Зеркало и свет                    | Wolf Hall: The Mirror and the Light             | Генрих VIII             |
| 2024      | Вампиры лёгкого поведения                     | The Radleys                                     | Питер и Уилл Рэдли      |

## Награды и номинации
К 2022 году Льюис имеет пять кинонаград и ещё 25 номинаций, оставшихся без победы.
Ниже перечислены основные награды и номинации. Полный список см. на IMDb.com

### Награды
- Премия «Эмми»
  - 2012 — лучшая мужская роль в драматическом сериале «Родина»
- Премия «Золотой глобус»
  - 2013 — лучшая мужская роль на ТВ (драма) за сериал «Родина»

### Номинации
- Премия «Золотой глобус»
  - 2002 — лучший актёр мини-сериала или фильма на ТВ за «Братья по оружию»
  - 2012 — лучшая мужская роль на ТВ (драма) за сериал «Родина»
  - 2016 — лучший актёр второго плана мини-сериала или фильма на ТВ за «Волчий зал»
- Премия «Эмми»
  - 2013 — лучшая мужская роль в драматическом сериале «Родина»
  - 2015 — лучшая мужская роль второго плана в мини-сериале или телефильме за «Волчий зал»
- Премия Гильдии киноактёров
  - 2013 — лучший актёрский состав драматического сериала «Родина»
  - 2013 — лучший актёр драматического сериала «Родина»
  - 2014 — лучший актёрский состав драматического сериала «Родина»